# Requiem for a Nun
Requiem for a Nun (traducido al español como Réquiem por una mujer o Réquiem para una mujer) es una novela dialogada y con estructura teatral del escritor estadounidense William Faulkner. Se publicó en 1950.

## Argumento
Ambientado en el condado imaginario de Yoknapatawpha County, el libro se centra en la historia de Temple Drake, personaje femenino que se había previamente introducido en la novela de Faulkner Santuario. La mujer, en esta obra ya casada con Gowan Stevens y madre de un hijo, debe hacer frente a los recuerdos de un pasado tormentoso. Junto a la protagonista, se recrea el personaje de su criada de color, Nancy Mannigol.

## Adaptación
La adaptación para su puesta en escena corrió a cargo del francés Albert Camus en 1956.

## Representaciones
La adaptación de Camus se estrenó el Théâtre des Mathurins de París en 1956 y estuvo interpretada por Michel Auclair, Marc Cassot, François Dalou, Jacques Gripel, Michel Maurette, Tatiana Moukhine y Catherine Sellers.
En España fue versionada por José López Rubio. Se estrenó el 8 de diciembre de 1957 en el Teatro Español de Madrid, con dirección de José Tamayo (asistido por José Osuna), con escenografía de Emilio Burgos e interpretación de Pascual Martín, Ana María Noé, Tomás Blanco, Aurora Bautista, Luis Prendes, José Sancho Sterling, Fernando Guillén, y Avelino Cánovas
Estrenada en Broadway el 30 de enero de 1959 en el  John Golden Theatre, con dirección de Tony Richardson e interpretada por Ruth Ford, Scott McKay, Zachary Scott y Bertice Reading.